# Ален Рыжий
Ален Рыжий (фр. Alain Le Roux; ок. 1040—1093) — бретонский рыцарь, принимавший участие в нормандском завоевании Англии, основатель Ричмондского замка.

## Биография
Ален был вторым сыном Эда, графа де Пентьевра, представителя младшей линии правившей в Бретани герцогской династии, и Агнессы Корнуайской, сестры Хоэля II, герцога Бретонского. Вместе со своим братом Брианом, Ален принял активное участие в завоевании Англии нормандским герцогом Вильгельмом Завоевателем, в том числе в битве при Гастингсе, причём особенно отличился в ходе подчинения Северной Англии в 1070—1071 годах.
За свою службу Ален получил от короля Вильгельма обширные владения в Йоркшире и других графствах Англии, ранее принадлежавшие англосаксонскому эрлу Эдвину, а в 1072 году он унаследовал земли своего брата Бриана. Центром владений Алена Рыжего стал основанный им Ричмондский замок в Северном Йоркшире, который считается первым каменным замком в Англии. Территория, находящаяся во владении Алена Рыжего, была довольно значительна (более 200 маноров) и находилась в стратегически важном районе страны, охраняя пути из Шотландии вглубь Англии. Известно, что в качестве ленной обязанности перед королём за свои земли, Ален был должен обеспечивать охрану Ричмондского замка тридцатью рыцарями, сменяемыми каждые два месяца. Позднее владения Алена вокруг Ричмонда составили отдельное графство Ричмондшир, ставшее наследственным владением Бретонского герцогского дома.
Около 1093 года Ален Рыжий скончался и был похоронен в аббатстве Бери-Сент-Эдмендс. Ален никогда не был женат и детей не имел. Ему наследовал его младший брат Ален Чёрный (фр. Alain Le Noir; ум. в 1098), крупный землевладелец в Восточной Англии, после смерти которого их земли перешли Этьену I, графу де Пентьевру. Сын последнего, также называемый Аленом Чёрным, в 1137 году получил титул графа Ричмонда.
В 2015 году Ален занял 8-е место самых богатых людей в истории по мнению Time. На момент смерти его состояние составляло 11 тысяч фунтов стерлингов — порядка 7 % ВВП Англии того времени (в пересчете на курс 2014 года — 194 миллиарда долларов).